# Microxyletinus particularis
Microxyletinus particularis is een keversoort uit de familie klopkevers (Anobiidae). De wetenschappelijke naam van de soort werd voor het eerst geldig gepubliceerd in 1923 door Maurice Pic.